# Küçükkonak
Küçükkonak, Konakgörmezsağır of Küçükkonakgörmez (Koerdisch: Hespîro) is een dorp in het Turkse district Haymana in de provincie Ankara. Het ligt op 124 kilometer afstand van Ankara en 52 kilometer van Haymana.
Volgens wet nr. 6360 werden alle Turkse provincies met een bevolking van meer dan 750.000 uitgeroepen tot grootstedelijke gemeenten (Turks: büyükşehir belediyeleri), waardoor de dorpen in deze provincies de status van mahalle hebben gekregen (Turks voor stadswijk). Ook Küçükkonak heeft sinds 2012 de status van mahalle.

## Bevolking
Op 31 december 2019 telde het dorp Küçükkonak 44 inwoners, waaronder 26 mannen en 18 vrouwen. De meeste inwoners zijn etnische Koerden en zijn werkzaam in de landbouw.
| Mannen            | 48 | 47 | -   | 102 | 112 | 139 | 123 | -   | - | -   | -  | -  | -  | 26 |
| Vrouwen           | 50 | 43 | -   | 99  | 100 | 156 | 145 | -   | - | -   | -  | -  | -  | 18 |
| Inwoners (totaal) | 98 | 90 | 109 | 201 | 212 | 295 | 268 | 270 | - | 127 | 48 | 24 | 68 | 44 |

Centrale districtsplaats (İlçe Merkezi): Haymana
Dorpen (Köyler):
Ahırlıkuyu · Aktepe · Alahacılı · Altıpınar · Ataköy · Bahçecik · Balçıkhisar ·  Boğazkaya · Bostanhüyük · Bumsuz · Büyükkonak · Büyükyağcı · Cihanşah · Cingirli · Culuk · Çalış · Çatak · Çayraz · Çeltikli ·  Demirözü · Dereköy · Deveci · Devecipınarı · Durupınar  · Durutlar  · Emirler · Esen · Eskikışla · Evci · Evliyafakı · Gedik · Gültepe · Güzelcekale · İncirli · Karahoca  · Karaömerli  · Karapınar  · Karasüleymanlı  · Katrancı · Kavakköy · Kerpiçköy · Kesikkavak · Kızılkoyunlu · Kirazoğlu · Kutluhan · Küçükkonak · Küçükyağcı · Saatli · Sarıdeğirmen · Sarıgöl · Sazağası · Serinyayla · Sırçasaray · Sinanlı · Sındıran · Soğulca · Söğüttepe · Şerefligökgöz · Tabaklı · Tepeköy · Toyçayırı · Türkhüyük · Türkşerefli · Yamak · Yaprakbayırı · Yaylabeyi · Yeniköy · Yergömü · Yeşilköy  · Yeşilyurt · Yukarısebil · Yurtbeyli